# サニー・スリッチ
サニー・スリッチ（Sunny Suljic, [ˈsʌldʒɪk]; 2005年8月10日生まれ）はアメリカの子役およびスケートボーダー。